# Volo Cougar Helicopters 91
Il volo Cougar Helicopters 91 (noto anche come volo 491) era un collegamento di un Sikorsky S-92 A (numero di registrazione C-GZCH) che precipitò in acqua il 12 marzo 2009 in rotta verso la SeaRose FPSO dai giacimenti petroliferi White Rose e Hibernia, al largo della costa di Terranova, a 55 chilometri a est-sud-est di Saint John's. Dei diciotto a bordo risultò un unico sopravvissuto.

## L'elicottero
Il Sikorsky S-92 A costruito nel 2006, con numero di serie del produttore 920048, era un elicottero da 19 passeggeri spinto da due motori turboalbero General Electric CT7. Era registrato C-GZCH presso Cougar International Inc. dal 12 aprile 2007. La trasmissione principale, che perse la pressione dell'olio, accoppiava entrambi i motori al rotore principale e di coda e azionava anche le pompe idrauliche e due generatori elettrici.

## Passeggeri ed equipaggio
Il pilota Matthew William Thomas Davis, 34 anni, di St. John's, Terranova e Labrador, e il primo ufficiale Timothy (Tim) Ross Lanouette, 47 anni, di Comox, Columbia Britannica, morirono entrambi nell'incidente. Dei 15 passeggeri uccisi nell'incidente, 13 provenivano da Terranova e Labrador, mentre 1 proveniva dalla Nuova Scozia e dalla Columbia Britannica. L'unico passeggero sopravvissuto riportò delle ferite gravi nell'incidente, in seguito alla sua fuga dal relitto.

## L'incidente
Il Cougar 91 era un volo tecnico regolare della durata di 90 minuti e 315 km dall'aeroporto Internazionale di Saint John's, che di solito serviva la SeaRose FPSO. Il volo trasportava i lavoratori alla SeaRose e alla piattaforma Hibernia ed era sotto il comando di Matthew Davis, con Tim Lanouette come primo ufficiale.
I piloti inviarono un mayday dopo che l'elicottero aveva segnalato zero pressione dell'olio nella trasmissione principale alle 09:40 NDT (12:10 UTC). Il volo 91 tentò di tornare a St. John's, ma precipitò alle 09:48 del mattino. Il relitto fu avvistato, fluttuando sottosopra, da un aereo di pattuglia della Provincial Airlines 25 minuti più tardi. Successivamente affondò a 178 metri di profondità. Solo una delle 18 persone a bordo sopravvisse all'affondamento, sebbene anche un'altra riuscì ad uscire dal relitto.

## Ricerca e soccorso
Le condizioni meteorologiche erano riportate come "buone", con l'acqua a 0 °C, onde a 2-3 metri e venti a 37 chilometri all'ora. La pratica normale su questi voli è indossare le tute da immersione per la protezione dall'ipotermia. I tempi di sopravvivenza per gli uomini adulti indossanti le tute da immersione in queste condizioni sono stimati in 24 ore, ma non era stato ricevuto alcun segnale dai radiofari di localizzazione delle tute. Tutti i passeggeri di questi voli dovevano aver seguito un corso di fuga e sopravvivenza di 5 giorni negli ultimi 3 anni, ma fuggire da un elicottero era difficile anche se ammarato delicatamente.
C'erano 18 persone a bordo dell'elicottero. L'unico sopravvissuto, Robert Decker, venne trasportato in aereo all'ospedale di St. John's in condizioni critiche, ma stabili, con fratture ed acqua salata nei polmoni. Una donna era stata trovata morta in superficie. Due zattere di salvataggio erano state trovate vuote. La Guardia Costiera canadese, le Canadian Forces, gli aerei della Provincial Airlines e le navi di superficie avevano continuato a perlustrare l'area sperando di trovare ulteriori sopravvissuti, ma inutilmente.

## Le indagini
L'indagine è stata condotta dal Transportation Safety Board of Canada (TSB), che formò una squadra iniziale di dodici investigatori, e dalla Royal Canadian Mounted Police. Come stato di produzione, gli Stati Uniti erano rappresentati da otto investigatori del National Transportation Safety Board, assistiti dalla FAA e da Sikorsky, produttore dell'elicottero.

### Fase di recupero
Il TSB utilizzò 2 veicoli subacquei telecomandati (ROV) coordinati dalla nave di recupero "Atlantic Osprey" per individuare ed esaminare il velivolo affondato. Questo fu trovato sul fondo in gran parte intatto ma con danni strutturali significativi e con la coda rotta e staccata nelle vicinanze. Il danno alla cellula era abbastanza grave da impedire il recupero immediato del relitto come originariamente pianificato, e gli sforzi si concentrarono invece sul recupero dei resti dei passeggeri e dell'equipaggio. Le immagini dei ROV indicavano la presenza tra 10 e 13 corpi nella fusoliera dell'aereo; nove corpi furono recuperati dal relitto il 14-15 marzo e furono restituiti a St. John's nelle prime ore del 16 Marzo a bordo dell'Osprey. Il 17 Marzo il TSB annunciò che tutti i corpi erano stati recuperati, così come il registratore dei dati di volo (FDR) e quello di cabina (CVR). Il FDR/CVR dell'S-92 era una scatola chiamata Multi-Purpose Flight Recorder, a cui spesso ci si riferisce come "unità combinata", prodotta dalla Penny & Giles nel Regno Unito. L'FDR/CVR fu trasferito a Ottawa per l'analisi da parte del personale del TSB. Il 18 Marzo, la "Atlantic Osprey" attraccò a St. John's portando la fusoliera principale dell'elicottero via gru sul ponte. Il 19 Marzo l'investigatore capo del TSB indicò che circa l'80% del relitto era già stato recuperato, ed entro il 26 Marzo questa cifra sarebbe salita al 95%.

### Ispezione, analisi e raccomandazioni
Il TSB identificò un perno in titanio rotto come parte del gruppo del filtro dell'olio del rotore. Sikorsky aveva precedentemente raccomandato di sostituire il perno in titanio con un perno in acciaio entro un anno o a 1.250 ore di volo da un bollettino di servizio di allerta del 28 Gennaio 2009, a seguito di una perdita totale di olio e di un atterraggio di emergenza in Australia nell'Agosto 2008. Il 21 Marzo Les Dorr, un portavoce della FAA, indicò che avrebbe rilasciato una direttiva sull'aeronavigabilità richiedente la sostituzione dei perni su altri velivoli S-92A, molto probabilmente Lunedì 23 Marzo, ma che la direttiva sarebbe stata applicata solo agli elicotteri statunitensi. La FAA aveva emesso precedenti direttive di aeronavigabilità AD 2005-12-03, 2006-11-14 e AD 2006-15-19 per problemi con la trasmissione principale a quel tipo di elicottero. La FAA aveva anche emesso un bollettino informativo speciale sull'aeronavigabilità (SAIB) numero SW-09-19 Sikorsky S92A Main Gearbox Emergency Procedures datato 19 Marzo 2009. Il SAIB indicò che una recente modifica procedurale, nota come Sikorsky Safety Advisory (SSA) SSA-S92 -08-006, del 26 Settembre 2008, poteva non essere appropriata e che non era stata approvata. L'Agenzia europea per la sicurezza aerea aveva già agito per evidenziare questo problema.
Alla fine del 23 Marzo, Sikorsky rilasciò un comunicato stampa in cui indicava di aver fornito componenti e strumenti sostitutivi a tutti gli operatori e che 50 dei 91 velivoli erano già stati rielaborati. La FAA successivamente mise a terra i velivoli fino a quando le parti non furono sostituite, emanando la Direttiva di aeronavigabilità d'emergenza 2009-07-53 del 23 Marzo, che richiedeva la sostituzione dei perni prima di un ulteriore volo.
Il TSB rivelò in una conferenza stampa tenutasi il 26 Marzo che il registratore dei dati di volo indicava che la pressione dell'olio era stata persa, ma che non c'era altra anomalia oltre al perno rotto per spiegare quella perdita. L'elicottero era sceso a 1.000 piedi al minuto (5,1 m/s), per poi perdere l'energia elettrica, interrompendo la registrazione dei dati. L'analisi dei danni indicava che aveva colpito prima l'acqua a pancia in giù e la coda con un'accelerazione di 20 g (20 volte quella della gravità terrestre).
Nel 2003, l'S-92A aveva inizialmente fallito un test di perdita di lubrificazione aggiuntivo del sistema dell'olio FAR/JAR-29 (a volte chiamato test di "funzionamento a secco") condotto per determinare se poteva sostenere un funzionamento di 30 minuti senza lubrificazione del cambio principale, fallendo dopo 10 minuti. Successive modifiche progettuali implementarono una valvola di bypass del radiatore dell'olio per eliminare quelle che erano considerate le più probabili fonti di perdite: il refrigeratore, le linee e i raccordi esterni. La certificazione era stata ottenuta senza soddisfare il test di 30 minuti poiché le possibilità di perdita di olio erano state calcolate come "estremamente remote", una probabilità statistica di guasto di circa una ogni 10 milioni di ore di volo. Ciò si basava sull'ipotesi errata che tutte le perdite si sarebbero verificate dal radiatore dell'olio, e quindi non rappresentava il tipo di perdita verificatasi al volo 91 o ad un CHC S-92A in Australia l'anno precedente.
Tutti i voli in elicottero offshore da St Johns vennero sospesi in seguito all'incidente. I voli regolari dei passeggeri verso le piattaforme furono poi ripresi lunedì 18 Maggio 2009; Cougar Helicopters limitò l'altitudine massima per i voli passeggeri a 7 000 piedi (2 100 m) come ulteriore precauzione di sicurezza.
Il 16 Giugno 2009, la FAA rilasciò un'ulteriore direttiva sull'aeronavigabilità, AD 2009-13-01, che richiedeva la modifica del manuale di volo dei velivoli a rotore per i S-92A onde chiarire le procedure d'emergenza in caso di guasto del cambio principale dovuto a perdita di pressione dell'olio, e in particolare per identificare l'urgenza di un atterraggio immediato in questo caso particolare.
Il TSB pubblicò un aggiornamento sulle indagini il 18 Giugno 2009, indicando che il pilota potrebbe aver tentato di eseguire un atterraggio controllato al momento dell'incidente. Apparentemente le pale principali stavano ruotando al momento dell'impatto. Tuttavia, gli ingranaggi di trasmissione del rotore di coda erano gravemente danneggiati, il che avrebbe comportato una perdita di spinta. Fu avviato un arresto del motore a un'altitudine di 150 m, coerente con un guasto all'azionamento del rotore. Il TSB stava continuando a indagare sul guasto del sistema di galleggiamento che, secondo quanto riferito, era stato attivato, ma non funzionava correttamente.
La Commissione incaricata dell'inchiesta adottò alcune misure provvisorie per garantire tempi di risposta alle emergenze migliori nell'Atlantico nordoccidentale in attesa del completamento della relazione.
Il 23 Ottobre 2009, l'Agenzia europea per la sicurezza aerea emise una direttiva di aeronavigabilità in risposta alla scoperta di crepe nei bulloni di montaggio del cambio principale degli S-92 operanti nel Mare del Nord.
Il 9 Febbraio 2011 il Transportation Safety Board pubblicò la sua relazione finale sull'incidente, dove è stato appurato che l'incidente è stato causato da diversi fattori(16) separati tra di loro che portarono allo schianto fatale ma nessuno era da biasimare.

## Le indagini
Nel giugno 2009, Decker e le famiglie dei 15 passeggeri morti nell'incidente intentarono una causa negli Stati Uniti contro la Sikorsky e la sua controllata Keystone Helicopter Corporation. Il 14 luglio, i denuncianti annunciarono di aver "interrotto volontariamente" l'azione legale "per impegnarsi in una risoluzione alternativa della disputa prima di ulteriori controversie". Il 5 gennaio 2010, gli avvocati di Sikorsky dissero che era stato raggiunto un accordo extragiudiziale con il sopravvissuto e le famiglie delle vittime dell'incidente. I dettagli della transazione non sono stati divulgati a causa di accordi di riservatezza.
Una commissione pubblica di inchiesta sull'incidente (la Offshore Helicopter Safety Inquiry), guidata dal giudice Robert Wells della Corte Suprema di Terranova e del Labrador, iniziò le udienze a Terranova il 19 ottobre 2009. Decker fornì la propria testimonianza all'inchiesta all'inizio di novembre. Le famiglie delle vittime dell'incidente, così come gli avvocati che rappresentavano le proprietà dei piloti, vennero autorizzati a porre domande durante l'inchiesta, che consegnò il suo rapporto di Fase I al Canada-Newfoundland and Labrador Offshore Petroleum Board il 17 novembre 2010. La Fase II del rapporto venne consegnata al C-NLOPB il 15 agosto 2011.
Nel giugno 2010, Cougar Helicopters e il suo assicuratore intentarono una causa contro il produttore di aeromobili Sikorsky chiedendo oltre 25 milioni di dollari di danni. La causa affermava che Sikorsky "travisava in modo fraudolento" la capacità dell'elicottero S-92 di funzionare per 30 minuti dopo aver perso la pressione dell'olio, e inoltre non aveva informato gli operatori della gravità di un incidente simile in Australia nel 2008. Sikorsky aveva sostenuto di spostare il procedimento legale in Connecticut, ma questa mossa venne negata dalla Corte d'appello di Terranova e Labrador il 4 luglio 2010, e il caso procedette nel tribunale di St. John's. La causa contro Sikorsky venne risolta in via extragiudiziale nel novembre 2011; i dettagli della transazione non furono divulgati dalle parti coinvolte.

## Nella cultura di massa
L'incidente viene ricostruito nel quinto episodio della ventesima stagione del programma canadese Indagini ad alta quota, chiamato Difetto fatale.